# Frau Salome
Frau Salome ist eine Erzählung von Wilhelm Raabe, die im Sommer 1874 entstand und 1879 in Braunschweig erschien. Der zu den „Krähenfelder Geschichten“ gehörige Text war bereits im Februar 1875 in Westermanns Monatsheften abgedruckt worden.
Der alte Justizrat Scholten aus Hannover verliert seine beiden hochbegabten Jugendfreunde, bildet aber mit der jüdischen Bankierswitwe Salome von Veitor eine, aus tiefer Geistesverwandtschaft entspringende, tätige Verantwortungsgemeinschaft für seine Patentochter – eine „ethische Familiengründung“.

## Inhalt
Drei gute Freunde – das sind Scholten, Dr. theol. Peter Schwanewede und Karl Ernst Querian – stammen allesamt aus Quakenbrück. Gemeinsam verlebten sie die Kindheit, waren auch noch als Studenten befreundet und gingen dann getrennte Wege. Scholten studierte Jurisprudenz, Schwanewede Theologie und Querian Bildhauerei. Scholten hält den Doktor für ein Genie, sich selbst jedoch höchstens für ein Talent. Die Jugendzeit ist längst vorüber. Jeder der drei Herren lebt zurückgezogen. Schwanewede, der alte Mystiker, liest am Pilsumer Watt vermutlich Jakob Böhme. Querian haust als Erzarbeiter, Zimmermann, Bildschnitzer, Bildhauer und Chemiker „in einem Harzdorfe unter dem Blocksberge“ in seinem Atelier mit der 13-jährigen Tochter Eilike. Vom Kirchenhügel des Dorfes lässt sich ein Teil der Norddeutschen Ebene überblicken. Eilike ist Scholtens Patenkind. Die Mutter des Kindes ist bereits zwölf Jahre tot. Als alter Sommergast bei seiner Hauswirtin, der Witwe Bebenroth, kennt Scholten inzwischen jedermann unter den Bauern, Waldarbeitern und Knappen im Dorf.
Auf „einem der äußersten Vorberge“ des Harzes, eine Stunde von dem Harzdorf entfernt, liegt hinter einem zierlichen Gittertor die Villa Veitor. Das ist die Sommerwohnung einer Bankierswitwe aus Berlin. Die schöne Jüdin Baronin Salome von Veitor ist dem alten Justizrat  in Freundschaft zugetan. Beide entdecken im Verlauf der Handlung ihre tiefe geistige und sittliche Verwandtschaft.. Der Justizrat möchte die Baronin gern nach Pilsum schicken. Doch daraus wird nichts. Zunächst zeigt Scholten der Baronin sein Sommerquartier im Hause der Witwe Bebenroth. Dorthinein hat sich die verstörte Eilike geflüchtet. Das junge Mädchen musste dem Vater in seinem mit Hobelspänen und dürrem Holz angefüllten Atelier wieder nackt Modell stehen für ein totes Kind in den Armen eines tönernen Riesen. Der Herr Pate, „ebenso gutherzig wie grob“, erklärt den Künstler für „verrückt“ und will die Vormundschaft über ihn und Eilike. Zunächst möchte die vermögende Frau Salome das Problem mit Geld lösen; möchte für Querian einen Aufenthalt in Rom finanzieren. Dann will sie das Kind zu sich nehmen. Scholten bleibt dabei. Er meint, sein bester Freund Querian gehöre ins Irrenhaus.
Eilike bewundert die schöne Frau Salome. Als das Mädchen wieder einmal vor dem leiblichen Vater flieht, verkriecht es sich in der Villa Veitor. Frau Salome und Scholten bringen Eilike an einem heißen, windigen Sommertag zu ihrem Vater, diesem „unseligen Menschen“, zurück. Querian wirkt unsicher. Widerstrebend lässt er die Ankömmlinge bis zu seinem Bildwerk, an dem er fünfzig Jahre gearbeitet habe, vor. Der Künstler bittet Frau Salome um eins: „Lachen Sie nicht!“ Als Scholten doch lacht, zündet der Bildhauer das Atelier an und hämmert im Irrsinn auf sein mächtiges tönernes Bildwerk ein. Zwar will Eilike in dem brennenden Hause zusammen mit dem Vater untergehen, doch Frau Salome nimmt das Mädchen in letzter Sekunde mit sich fort. Das Feuer springt auf Nachbarhäuser über. Nachdem der Brand endlich gelöscht ist, liegen zwei Drittel des Dorfes in Schutt und Asche. Scholten erweist sich als tatkräftiger, talentierter Organisator bei der Unterbringung obdachloser Dorfbewohner. Die Auszeichnung mit einem Landesorden zweitunterster Klasse winkt. Scholten klagt: „O Querian, Querian, wenn sie dir doch das Anhängsel zur rechten Zeit gegeben hätten!“ Querian ist in seinem Hause verbrannt. Auf der Suche nach dem Sündenbock nähern sich die Dorfbewohner Eilike. Frau Salome und das Mädchen können entkommen.
Scholten erfährt brieflich, der Freund Schwanewede ist bereits vor einem Jahr verstorben. Frau Salome stellt dem Justizrat einen gemeinsamen nächsten Sommeraufenthalt in Pilsum in Aussicht.

## Form
In das Atelier des Bildhauers Querian wird der Leser erst im vorletzten der zwölf Kapitel geführt. Somit kann der Leser zum Beispiel nicht so recht verstehen, weshalb Teile der durchweg primitiv dargestellten Dorfbevölkerung den in ihrer Gemeinde hausenden Künstler Querian wie einen Abgott verehren. Wenn es bei der Rezeption vornehmlich um das spät gelüftete Geheimnis Querians geht, dann kann von einer Künstlernovelle gesprochen werden.
Alles ist aber ganz anders. Scholten – und nicht etwa die Titel gebende Frau Salome – wird vom Erzähler ins Rampenlicht gestellt. Erzählt wird anscheinend eine zurückliegende Begebenheit. Die Novelle kann gelesen werden als die Geschichte der Abwendung Scholtens von seinen zwei alten Kameraden und der späten Hinwendung des Junggesellen zu der Frau Salome und dem Kind Eilike.

## Selbstzeugnis
- Am 8. Januar 1875 an Wilhelm Jensen: „Frau Salome“ ist „eine ganz ausgezeichnete Geschichte“.[9]

## Rezeption
- 1924 hat Wilhelm Fehse Relationen zu Goethes Harzreise nachgewiesen.[A 3]
- Raabe habe sich von Heine inspirieren lassen – einmal von der Harzreise und dann noch vom Romanzero[10]. In letzterer Sammlung habe Heine mit der „Baronin Salomon“ (dort: Vers 528)  Caroline Stern (1782–1854), die Gattin des Bankiers Salomon Rothschild, gemeint.[11]
- Fuld weist auf die Anerkennung des Künstlers hin. Für Querian ergäbe sich nach ihrem Ausbleiben als Ausweg nur der Tod.[12]
- Meyen[13] nennt 17 Besprechungen.

### Erste Einzelausgabe
- Wilhelm Raabe: Frau Salome. Eine Erzählung. Mit einem Vorwort „Über mein Zusammenleben mit Wilhelm Raabe“ von Karl Schultes. 126 Seiten. Max Hesse Verlag, Leipzig 1909

### Verwendete Ausgabe
- Frau Salome. In: Peter Goldammer, Helmut Richter (Hrsg.): Wilhelm Raabe. Ausgewählte Werke in sechs Bänden. Band 5: Der Dräumling. Zum Wilden Mann. Frau Salome. Vom alten Proteus. Horacker. Wunnigel. Aufbau-Verlag, Berlin und Weimar 1965, S. 289–382 (Textgrundlage: Karl Hoppe (Hrsg.): die historisch-kritische Braunschweiger Ausgabe).

### Weitere Ausgaben
- Frau Salome. Eine Erzählung. 100 Seiten. Hermann Klemm, Freiburg im Breisgau 1955.
- Frau Salome.  In Hans Butzmann, Hans Oppermann (Bearb.): Frau Salome. Die Innerste. Vom alten Proteus. Horacker. 2. Auflage, besorgt von Karl Hoppe und Hans Oppermann. Vandenhoeck & Ruprecht, Göttingen 1969, S. 5–100, mit einem Anhang, verfasst von Hans Butzmann, S. 457–492 (Karl Hoppe, Jost Schillemeit, Hans Oppermann, Kurt Schreinert (Hrsg.): Wilhelm Raabe. Sämtliche Werke. Braunschweiger Ausgabe. Band 12).